# Kiklonana arnaudi
Kiklonana arnaudi là một loài chân đều trong họ Paramunnidae. Loài này được Amar & Roman miêu tả khoa học năm 1974.